# Otto Jürgens (Archivar)
Otto Theodor Friedrich Louis Jürgens (* 18. Februar 1862 in Hannover; † 11. Dezember 1929 ebenda) war ein deutscher Archivar, Bibliothekar und als Bibliotheksdirektor Leiter des Stadtarchivs Hannover sowie der Stadtbibliothek Hannover.

## Werdegang
Otto Jürgens machte 1881 sein Abitur am Lyzeum I (Ratsgymnasium) in Hannover. Nach Studien der Geschichte und Philologie in Leipzig, Tübingen und Göttingen 1882–86 schloss er ab mit der Dissertation Landeshoheit im Fürstentum Lüneburg bei Beginn des Erbfolgekrieges (1371).
Im April 1890 erhielt er eine Festanstellung als Leiter des Stadtarchivs Hannover, parallel dazu 1893 auch als Leiter der Stadtbibliothek Hannover.
Otto Jürgens war maßgeblicher Mitbegründer des Vereins für Geschichte der Stadt Hannover, der als Vereinszeitschrift die Hannoverschen Geschichtsblätter herausgab. Zum 1. April 1929 wurde Jürgens in den Ruhestand versetzt. Sieben Monate später verstarb er.

## Publikationen
Neben Aufsätzen zur Geschichte der Stadt Hannover und ihren Quellen in den Zeitschriften des Historischen Vereins für Niedersachsen ragen heraus:
- Geschichte der Stadt Lüneburg, 1891
- Ein Amtsbuch des Klosters Walsrode, Sonderabdruck aus den Hannoverschen Geschichtsblättern, Hannover: M. und H. Schaper, 1899; Digitalisat über die Staats- und Universitätsbibliothek Hamburg
- Hannoversche Chronik (= Veröffentlichungen zur niedersächsischen Geschichte, Band 6), im Auftrage des Vereins für Geschichte der Stadt Hannover hrsg. von O. Jürgens, Hannover: Verlag von Ernst Geibel, 1907; Digitalisat über die Universität Rostock
- Das Stadtarchiv in Hannover. In: Hannoversche Geschichtsblätter, 19 (1916)
- Übersicht über die Bestände des Stadtarchivs Hannover. In: Hannoversche Geschichtsblätter, 22 (1919), 25 (1922) und 26 (1923)
- Die Stadtbibliothek in neuerer Zeit. In: Hannoversche Geschichtsblätter, 23 (1920)